# 平戸市立田平南小学校
平戸市立田平南小学校（ひらどしりつ たびらみなみしょうがっこう、Hirado City Tabira Minami Elementary School）は、長崎県平戸市田平町下寺免にある公立小学校。略称は「南小」（みなみしょう）。

## 概要
歴史
1874年（明治7年）に開校した「第五大学区長崎県管下第四中学区松浦郡日泉小学校」を前身とする。2009年（平成21年）に創立135周年を迎えた。
校訓
「明るく・正しく・元気よく」
学校教育目標
「めあてをもって、生き生きとやりぬく子どもの育成」
校章・校歌
校区
住所表記で平戸市田平町の後に「生向、外目、下寺、以善、万場、南荻田、田代、古梶（一部）、西荻田（一部）、深月」が続く地域。中学校区は平戸市立田平中学校。

## 沿革
前史
- 1872年（明治5年）頃 - 下寺村俵返の旧・庄屋跡に習書場（読み書きを教える場所）の分室が開設される。

正史
- 1874年（明治7年）10月11日 - 学制に基づき、「第五大学区長崎県管下第四中学区松浦郡日泉小学校[1]」が開校。
  - 習書場分室の置かれていた、永井徳太郎宅10畳の座敷と物置を校舎としてスタート。
  - 初等小学科（4年制）と中等小学科（4年制）を設置。
- 1875年（明治8年）7月頃 - 児童数の増加により、旧平戸藩武器庫の払い下げを受け、下寺村の稲荷山（現・むつみ保育園周辺）に校舎を建設し、移転を完了。
- 1878年（明治11年）7月22日 - 郡区町村編制法により、自治体としての北松浦郡が発足。
- 1881年（明治14年）- 深月と古梶にそれぞれ分教場を設置（約3年間存続の後、廃止された）。
- 1882年（明治15年）7月 - 教育令の施行により、「長崎県北松浦郡平戸学区公立中等日泉小学校」に改称。初等科（3年制）と中等科（3年制）を設置。
- 1886年（明治19年）9月 - 小学校令の施行により、長崎県が平戸町（現・平戸市中心部）の維新館跡に「第十四高等小学校[2]」を設置。
  - 田平地区で尋常小学校を修了した後に、高等小学校への進学を希望する者は渡し船で通学するか（当時平戸島との間を結ぶ橋はなかった）、学校併設の寄宿舎に入寮するなどして、第十四高等小学校に通わなければならなかった。
- 1887年（明治20年）3月 - 前年の小学校令施行により、平戸学区から分離し、「尋常下寺小学校」に改称。尋常科（4年制）を設置。
- 1889年（明治22年）4月1日 - 町村制の施行で、小手田村と下寺村が合併し南田平村が発足。これにより、南田平村立の小学校となる。
- 1893年（明治26年）3月 - 小学校令の改正により、「下寺尋常小学校」に改称（「尋常」の位置が変更になる[3]）。
  - この時、平戸町にあった第十四高等小学校が廃止され、「平戸町四ヶ村[4]学校組合立平戸高等小学校」が設置される。
- 1901年（明治34年）2月 - 現在地に校地を定め、山林を切り開き、校地の造成工事に着手。
- 1902年（明治35年）7月 - 木造平屋建ての校舎が完成し、移転を完了。
- 1904年（明治37年）
  - 3月 - 平戸高等小学校を運営している組合から、田平村と南田平村が脱退。
  - 4月 - 田平村と南田平村の2村は新たに学校組合を構成し、「両田平村学校組合立田平高等小学校」を設置。
    - 校舎が完成するまでの間、高等小学校本校を旧・下寺尋常小学校の校舎（稲荷山）に、小手田尋常小学校に分教場を設置。
- 1905年（明治38年）3月 - 笠松天神社（米の内）の北隣に田平高等小学校の校舎が完成し、移転を完了。
- 1907年（明治40年）4月 - 義務教育年限が尋常科4年から尋常科6年に延長されたため、尋常科5年を新設。
- 1908年（明治41年）4月 - 尋常科6年を新設。
- 1909年（明治42年）4月 - 収容児童数の増加により、校舎を増築。
- 1918年（大正7年）
  - 3月 - 田平村と南田平村が学校組合を解消し、田平高等小学校が廃止される。
  - 4月 - 南田平村が単独で、旧・田平高等小学校校舎を利用し、村立の南田平高等小学校を設置。
- 1919年（大正8年）
  - 4月1日
    - 南田平高等小学校を廃止し、下寺尋常小学校に高等科（2年制）を併置の上、「下寺尋常高等小学校」とする。
    - 下寺実業補習学校を併設。
- 1926年（大正15年）4月 - 統合により、併設の下寺実業補習学校が廃止される[5]。
- 1938年（昭和13年）11月 - 講堂が完成。
- 1941年（昭和16年）
  - 3月27日 - 「南田平村南尋常高等小学校」に改称。
  - 4月1日 - 国民学校令により「南田平村南国民学校」（初等科6年・高等科2年）と改称。
- 1947年（昭和22年）4月1日 - 学制改革（六・三制の実施）
  - 旧・国民学校の初等科を改組し、「南田平村立南小学校」とする。
  - 旧・国民学校の高等科を改組し、「南田平村立南中学校[6]」とし、小学校に併設。
- 1954年（昭和29年）4月1日 - 田平村と南田平村の2村合併・町制施行により、「田平町立南小学校」と改称。
- 1965年（昭和40年）4月 - 北小学校に田平町学校給食共同調理場が完成し、完全給食を開始。
- 1969年（昭和44年）10月 - プールが完成。
- 1972年（昭和47年）6月 - 体育館が完成。
- 1974年（昭和49年）10月 - 創立100周年記念式典を挙行。
- 1983年（昭和58年）8月 - 校訓碑を建立。
- 1984年（昭和59年）11月 - 第1回日泉バザーを開催。
- 2005年（平成17年）10月1日 - 田平町が平戸市に編入され、「平戸市立田平南小学校」（現校名）に改称。

## 交通アクセス
最寄りのバス停
- 西肥自動車（西肥バス） 「田平南小学校」バス停

最寄りの道路
- 国道204号（唐津街道）

## 周辺
- 平戸市田平町民センター南支館